# دوروتا کورینگ
 دوروتا کورینگ (آلمانی: Dorothea Köring؛ ۱۱ ژوئیهٔ ۱۸۸۰ – ۱۳ فوریهٔ ۱۹۴۵) یک تنیس‌باز اهل آلمان بود.